# Harun Alpsoy
Harun Alpsoy (* 3. März 1997 in Menziken) ist ein schweizerisch-türkischer Fussballspieler, der beim FC Schaffhausen unter Vertrag steht.

## Karriere

### Verein
Alpsoy begann mit dem Vereinsfussball in der Nachwuchsabteilung des FC Menzo Reinach. Bereits nach einem Jahr wurde er in den Nachwuchs des FC Luzerns geholt und spielte hier die nächsten sechs Jahre lang. 2012 zog er zu den Junioren des Grasshopper Club Zürich weiter.
2015 wurde er bei den Grasshoppers in das Profikader aufgenommen und gab in der Erstligapartie vom 23. August 2015 gegen FC St. Gallen sein Profidebüt.
Im Sommer 2017 wechselte Alpsoy in die türkische Süper Lig zu Antalyaspor.
Im Januar 2023 wechselte er nach immer wiederkehrenden Verletzungen zurück in die Schweiz zum FC Schaffhausen.

### Nationalmannschaft
Alpsoy startete seine Nationalmannschaftskarriere 2012 mit einem Einsatz für die Schweizer U-15-Nationalmannschaft. Anschliessend durchlief er bis zur Schweizer U-19-Nationalmannschaft alle Juniorennationalmannschaften seines Landes.
Nach seinem Wechsel in die Türkei zu Antalyaspor wurde Alpsoy für die Schweizer Juniorennationalmannschaften nicht mehr nominiert.
Im Alter von 21 Jahren entschloss sich Alpsoy, künftig für die türkische Auswahl zu spielen. So wurde er 2018 für das Turnier von Toulon in das Kader der türkischen U-20-Nationalmannschaft nominiert und absolvierte im Turnierverlauf vier Begegnungen. Mit seiner Mannschaft wurde er Turnierdritter.

## Familie und Privatleben
Alpsoy kam als Sohn türkischer Gastarbeiter in der Schweiz auf die Welt. Beide Elternteile stammen aus der türkischen Provinz Konya.

## Erfolge
Mit der türkischen U-20-Nationalmannschaft
- Dritter im  Turnier von Toulon: 2018